# 泉清子
泉 淸子（いずみ きよこ、1909年12月21日 - 1950年8月26日）は、日本の女優である。新字体表記泉 清子、本名泉井 初子（いずい はつこ）。サイレント映画の時代に、「ヴァンプ女優」として知られた。

## 人物・来歴
1909年（明治42年）12月21日、大阪府大阪市（現在の同府同市天王寺区）に生まれる。
1924年（大正13年）4月、旧制小学校を卒業し、満15歳になった1925年（大正14年）、女優津守玉枝の内弟子になり、同年4月、帝国キネマ演芸小阪撮影所に入社した。同年に公開された『雁金文七』（監督山下秀一）に主要な役柄に抜擢されて出演、映画界にデビューした。1926年（大正15年）3月、同社の芦屋撮影所に移籍するが、家庭の事情で止むを得ず退社し、カフェー「ユニオン」を経営していた。1928年（昭和3年）、牧野省三が主宰する京都のマキノ・プロダクションに入社する。1929年（昭和4年）7月25日、牧野省三が亡くなり、同年9月に発表された、長男のマキノ正博を中心とした新体制において、俳優部にその名が掲載されている。同社はその後、経営が悪化し、1931年（昭和6年）4月24日に公開された『京小唄柳さくら』（監督金森万象）が同社の最終作品になったが、泉は同作にも出演している。
同年、帝国キネマ演芸に復帰し、同社の太秦撮影所に所属、『天保入墨奇談』（監督押本七之輔）に出演、同作は同年9月8日に公開されたが、同社がそれに先立つ同年8月28日に新興キネマに改組されたため、泉は継続的に新興キネマの撮影所（のちの新興キネマ京都撮影所）に所属した。1936年（昭和11年）5月7日に公開された『桃色武勇伝』（監督山内英三）に出演したのを最後に、同社を退社、反時代的にサイレント映画を製作する極東映画に移籍した。1937年（昭和12年）には、京都に戻り、マキノトーキー製作所の跡地にできた今井映画製作所に入社するが、1938年（昭和13年）4月21日に公開された『俵星玄蕃』（監督児井英男）に出演したのを最後に同社を退社、満28歳で映画界を去る。
中国大陸に渡り、北京市内で日本式のバーを経営する が、第二次世界大戦が終結し、財産をすべて失って引き揚げる。大映京都撮影所が製作し、1947年（昭和22年）6月10日に公開された『田之助紅』（監督野淵昶）に出演したが、それ以降の出演記録は見当たらない。
その後は、祇園の一角で料亭を経営していたが、1950年（昭和25年）8月26日、死去する。満40歳没。

## フィルモグラフィ
クレジットはすべて「出演」である。公開日の右側には役名、および東京国立近代美術館フィルムセンター（NFC）、マツダ映画社所蔵等の上映用プリントの現存状況についても記す。同センター等に所蔵されていないものは、とくに1940年代以前の作品についてはほぼ現存しないフィルムである。資料によってタイトルの異なるものは併記した。

### 帝国キネマ演芸
すべて製作はそれぞれ特筆した撮影所、配給は「帝国キネマ演芸」、すべてサイレント映画である。
小坂撮影所
- 『雁金文七』 : 監督山下秀一、1925年製作・公開
- 『孔雀の光 第一篇』 : 監督後藤秋声、1926年2月14日公開 - 娘八重
- 『孔雀の光 第二篇』 : 監督後藤秋声、1926年3月14日公開 - 八重姫
- 『影絵の如く 中篇』 : 監督江後岳翠、1926年4月29日公開 - 春駒の妹三勝
- 『影絵の如く 後篇』 : 監督江後岳翠、1926年5月6日公開 - 春駒の妹三勝
- 『照月院の方』 : 監督山下秀一、1926年5月20日公開 - 侍女吉野

芦屋撮影所
- 『復讐の刃』 : 監督山下秀一、1926年7月14日公開 - 村の娘お藤
- 『関東綱五郎 前篇』 : 監督森本登良夫、1926年9月15日公開 - お花
- 『関東綱五郎 後篇』 : 監督森本登良夫、1926年9月23日公開 - お花
- 『伊賀之亮と天一坊』 : 監督山下秀一、1926年10月23日公開
- 『渋川伴五郎』（『或る日の渋川伴五郎』[8]） : 監督江後岳翠、1926年11月6日公開
- 『侠客』 : 監督押本七之輔、1926年12月1日公開[8]
- 『生不動』 : 監督佐藤樹一路、1927年1月5日公開
- 『大石瀬左衛門』 : 監督山下秀一、1927年1月15日公開 - 主演
- 『乱魔』 : 監督佐藤樹一路、1927年2月22日公開
- 『敵討 前後篇』 : 監督押本七之輔、1927年4月29日公開
- 『蛟竜 前篇』[8]（『鮫竜 前篇』[7]） : 監督森本登良夫、1927年5月21日公開 - 主演
- 『悲願の果』 : 監督亀井清一、1927年5月28日公開 - 主演
- 『蛟竜 後篇』[8]（『鮫竜 後篇』[7]） : 監督森本登良夫、1927年5月28日公開 - 主演
- 『女夜叉』 : 監督江後岳翠、1927年7月7日公開 - 主演
- 『登龍』 : 監督佐藤樹一路、1927年7月21日公開
- 『天下泰平』 : 監督江後岳翠、1927年8月5日公開 - 主演
- 『狐狗狸物語』[8]（『弧狗狸物語』[7]） : 監督佐藤樹一路、1927年製作・公開 - 主演
- 『子煩悩』 : 監督唐沢弘光、1927年製作・公開 - 主演
- 『名剣』 : 監督森本登良夫、1927年製作・公開 - 主演
- 『猛漢起つ』 : 監督服部真砂雄、製作沢田義雄プロダクション、1927年製作・公開[8]

長瀬撮影所
- 『魔刃』 : 監督渡辺新太郎、1927年10月8日公開
- 『稀代の名刀』 : 監督山下秀一、1927年12月10日公開 - 主演
- 『高田の馬場』 : 監督石山稔、1927年12月31日公開
- 『石井常右衛門』 : 監督佐藤樹一路、1928年製作・公開
- 『殺生関白』 : 監督佐藤樹一路、1928年製作・公開
- 『地獄街道』 : 監督石山稔、製作松竹下加茂撮影所、配給松竹キネマ、1929年1月15日公開

### マキノプロダクション御室撮影所

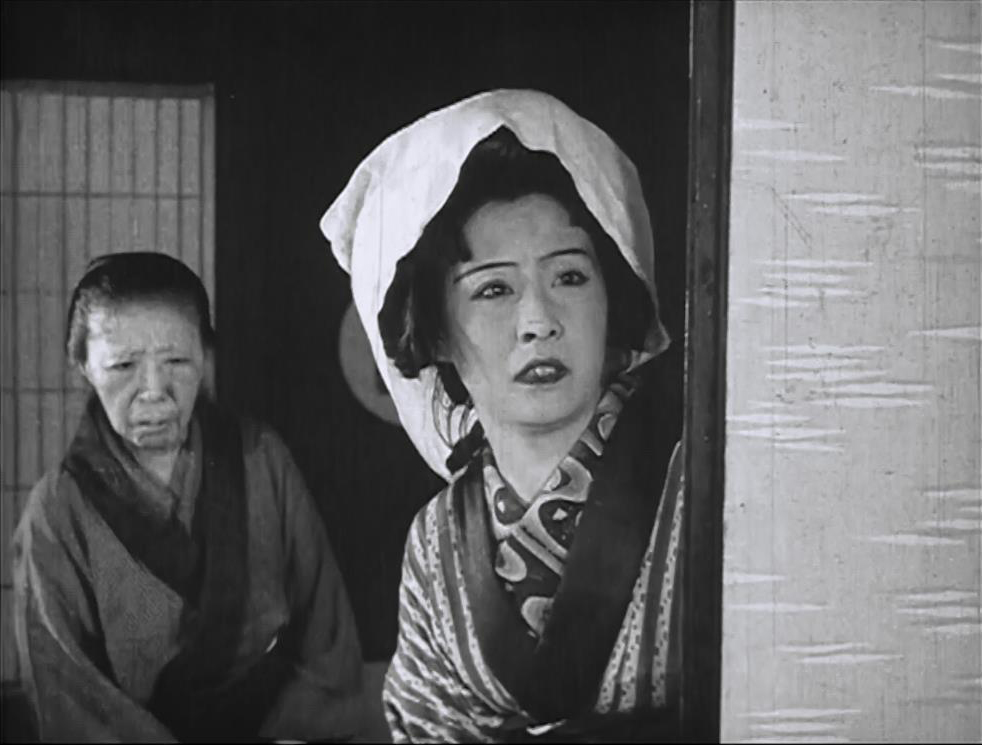
『怪談 狐と狸』（1929年）出演時、満19歳。左は別所益枝。

すべて製作は「マキノプロダクション御室撮影所」、配給は「マキノ・プロダクション」、すべてサイレント映画である。
- 『月下の騎士』 : 監督吉野二郎、1929年1月5日公開
- 『水戸黄門 東海道篇』 : 監督中島宝三、1929年2月1日公開 - お国
- 『鳥鵆月白浪』（『島衛月白浪』[8]） : 監督阪田重則、1929年3月15日公開 - お浜
- 『豊大閤 足軽篇』 : 監督中島宝三、1929年3月21日公開 - 日吉丸の母
- 『仇討変相図』 : 監督人見吉之助、1929年製作・公開[8]
- 『首の座』 : 監督マキノ正博、1929年9月20日公開[6]
- 『西南戦争』 : 監督中島宝三、1929年10月4日公開 - およし
- 『狐と狸』（『狸と狐』[8]） : 監督吉野二郎、1929年11月8日公開 - 主演、『怪談 狐と狸』の題・33分尺で現存（NFC所蔵[11]）
- 『浪人街 第三話 憑かれた人々』 : 監督マキノ正博、1929年11月15日公開 - 姉お柳
- 『天保水滸伝』 : 監督押本七之輔、1930年1月5日公開 - 女房のお力
- 『職工慰安会』 : 監督神田金太郎、1930年1月5日公開
- 『情恨』 : 監督並木鏡太郎、1930年2月7日公開 - お綱
- 『慶安太平記』 : 監督押本七之輔、1930年2月14日公開 - 直江（八郎の娘）
- 『運命線上に躍る人々』 : 監督マキノ正博・久保為義、1930年2月14日公開 - 街の女蓮子
- 『変幻女六部』 : 監督吉野二郎、1930年3月7日公開 - 芸妓お愛
- 『学生三代記 昭和時代』 : 監督マキノ正博・川浪良太・滝沢英輔、1930年4月10日公開 - 或る女、16分尺で現存（NFC所蔵[11]）
- 『次郎長旅日記 第一篇』 : 監督吉野二郎、1930年4月25日公開
- 『呑福大恋愛』[7]（『至福大恋戦』[8]） : 監督二川文太郎、1930年5月8日公開
- 『百パーセント結婚』 : 監督人見吉之助、1930年6月6日公開 - 主演
- 『煉獄二道』 : 監督吉野二郎、1930年6月13日公開 - 町の女お千絵
- 『木屋町夜話 鴨川小唄』 : 監督金森万象、1930年7月10日公開
- 『盲目の弟』 : 監督二川文太郎、1930年8月1日公開 - お町
- 『スヰートピー』 : 監督人見吉之助、1930年8月22日公開 - 妻ゆき子
- 『御浪人横丁』（『御浪人横町』[8]） : 監督松田定次、1930年10月24日公開
- 『幕末風雲記 堀新兵衛の巻 新門辰五郎の巻 清水次郎長の巻』 : 監督マキノ正博・稲葉蛟児・久保為義、1931年1月30日公開
- 『まだら蜘蛛』 : 監督勝見正義、1931年2月20日公開
- 『赤鞘安兵衛』 : 監督滝沢英輔、応援監督マキノ正博、1931年2月27日公開
- 『血ろくろ伝記 前篇』 : 監督金森万象、1931年3月6日公開 - 犬飼のお豊、『血ろくろ傳奇』の題・65分尺で現存（NFC所蔵[11]）
- 『ぴんころ長次』 : 監督マキノ正博、1931年3月13日公開
- 『泥だらけの天使』 : 監督マキノ正博、1931年3月19日公開
- 『塩原多助』 : 監督吉野二郎、1931年3月27日公開
- 『京小唄柳さくら』 : 監督金森万象、1931年4月24日公開

### 新興キネマ
特筆以外すべて製作・配給は「新興キネマ」、すべてサイレント映画である。
- 『天保入墨奇談』 : 監督押本七之輔、製作帝国キネマ太秦撮影所、配給帝国キネマ演芸、1931年9月8日公開 - 主演
- 『三人の相馬大作』（『三人相馬大作』[8]） : 監督押本七之輔、1931年10月4日公開 - 水茶屋の女お歌
- 『珠の漫頭 前後篇』（『珠の饅頭』[8]『味の饅頭』[8]） : 監督寿々喜多呂九平、1931年11月7日公開 - 湯女お萬
- 『武州の双竜』 : 監督松田定次、1931年11月10日公開 - 浅吉の女房おきち
- 『仇討双刃録』 : 監督塩田一、製作嵐寛寿郎プロダクション・新興キネマ、配給新興キネマ、1931年11月14日公開 - 七化お吉
- 『旅鴉一本刀』 : 監督中島宝三、1931年11月21日公開 - 廓芸者小稲
- 『酒は涙か溜息か』 : 監督川浪良太、1931年12月1日公開 - 芸妓秀香
- 『松蔭村雨 江戸篇』（『松蔭時雨 江戸篇』[8]『松葉時雨 江戸篇』[8]） : 監督後藤岱山（後藤秋声）、製作大衆文芸映画社、配給新興キネマ、1932年1月14日公開 - 武家の娘喜代野
- 『エンコの六』（『エンコの穴』[8]） : 監督曾根純三、1932年3月24日公開 - 春吉の情婦
- 『花吹雪さむらひ仙太』 : 監督石田民三、1932年3月24日公開 - 紀ノ国屋お蝶
- 『任侠大名五郎蔵』 : 監督松田定次、1932年4月1日公開 - 角屋花魁若柴
- 『享保旗本くづれ』 : 監督中島宝三、1932年4月27日公開 - お蓮
- 『片腕仁義』 : 監督沖博文、製作阪東妻三郎プロダクション、配給新興キネマ、1932年5月15日公開 - 友造の妻お米
- 『女給君代の巻』 : 監督曾根純三、1932年6月15日公開 - 良作の妻お幸
- 『浪人笠五十三次』 : 監督並木鏡太郎、製作嵐寛寿郎プロダクション、配給新興キネマ、1932年8月12日公開 - その娘折江
- 『右門捕物帖 三十番手柄 帯解け仏法』 : 監督山中貞雄、製作嵐寛寿郎プロダクション、配給新興キネマ、1932年9月15日公開 - 生島屋の娘・お類
- 『益満休之助』（『薩陽休之助』[8]） : 監督石田民三、1932年9月22日公開 - 師匠富士春
- 『御家人桜』 : 監督並木鏡太郎、製作嵐寛寿郎プロダクション、配給新興キネマ、1932年10月13日公開 - おふじ
- 『渦巻』 : 監督印南弘、1932年11月10日公開 - 高昌の妾政子
- 『魔笛』 : 監督渡辺新太郎、1932年12月15日公開 - 為滋の外妾お光
- 『新粧八人女』 : 監督高見貞衛、1932年12月31日公開 - 芸妓清竜
- 『栄え行く道』 : 監督曾根純三、1933年1月7日公開 - 芸妓小藤
- 『鏡山競艶録』 : 監督寿々喜多呂九平、1933年1月14日公開 - 腰元桔梗
- 『夢の花嫁』 : 監督曾根純三、1933年1月22日公開 - 芸妓菊竜
- 『大学の人気者』 : 監督渡辺新太郎、1933年2月19日公開 - スポルテのおかみ
- 『須磨の仇浪』 : 監督阿部豊、製作入江プロダクション、配給新興キネマ、1933年3月16日公開 - 勝駒
- 『仇なさけ』 : 監督渡辺新太郎、1933年4月20日公開 - 澄江の朋輩小妻
- 『間貫一』 : 監督木村恵吾、1933年5月11日公開 - 芸者愛子
- 『新女性線』 : 監督田中重雄、1933年6月30日公開 - 三宅の妻
- 『あなたの彼女に御用心』 : 監督曾根純三、1933年7月6日公開 - 芸妓おせつ
- 『秋祭深川音頭』 : 監督押本七之助（押本七之輔）、1933年9月7日公開 - 水芸師水木小六
- 『弥太五郎懺悔』 : 監督石田民三、1933年10月26日公開 - お加代
- 『侠艶録』 : 監督木村恵吾、1933年12月13日公開 - 力枝の弟子梅代
- 『伊達事変』 : 監督渡辺新太郎、1934年2月15日公開 - 遊女おやま
- 『猿飛薩摩飛脚』 : 監督曾根純三、1934年4月26日公開 - 早苗
- 『おせん』 : 監督石田民三、1934年5月31日公開 - 信濃守の妹お蓮
- 『血吹雪伊勢音頭』 : 監督長尾史録、製作阪東妻三郎プロダクション、配給新興キネマ、1934年7月12日公開 - お鹿
- 『本所小普請組』 : 監督村田正雄、1934年8月8日公開 - お幾
- 『玉菊燈籠』 : 監督木村恵吾、1934年8月22日公開 - 清元竹志賀
- 『人斬り猪之松』 : 監督山口哲平、製作阪東妻三郎プロダクション、配給新興キネマ、1934年10月17日公開 - 大五郎の妾お千代
- 『流れ雲榛名峠』 : 監督押本七之輔、1934年11月8日公開 - 清元の師匠

### 新興キネマ京都撮影所
特筆以外すべて製作は「新興キネマ京都撮影所」、配給は「新興キネマ」、特筆以外はすべてトーキーである。
- 『春姿娘道中』 : 監督東坊城恭長、サウンド版、1935年1月10日公開 - 芸妓三代吉
- 『銭形平次捕物控 濡れた千両箱』（『濡れた千両箱』[8]） : 監督押本七之輔、サウンド版、1935年2月28日公開 - 巾着切りのお兼
- 『姓は丹下名は茶善』 : 監督藤田潤一、サウンド版、1935年5月8日公開 - お直様
- 『召集令』 : 監督吉野二郎、製作ヘンリーキネマ、1935年製作・公開[8]
- 『情熱の不知火』 : 監督村田実、製作片岡千恵蔵プロダクション嵯峨野撮影所、配給新興キネマ、1935年8月1日公開 - 芸者国吉
- 『魔風一騎 前篇 北斗の巻』 : 監督山上伊太郎、製作片岡千恵蔵プロダクション、配給新興キネマ、サウンド版、1935年9月19日公開 - 中村歌之助
- 『御存知文七元結 江戸ッ子長兵衛』 : 監督山内英三、サウンド版、1935年10月10日公開 - 長兵衛の女房お兼
- 『お姫様道中記』 : 監督山内英三、サウンド版、1935年10月24日公開 - 女掏摸お紋
- 『元禄村雨笠』 : 監督押本七之輔、サウンド版、1935年11月10日公開 - 夫人阿久野
- 『右門捕物帖 花嫁地獄変』 : 監督二川文太郎、製作嵐寛寿郎プロダクション、配給新興キネマ、1935年11月16日公開 - 師匠綾女
- 『黄昏地蔵 後篇 血河復讐の巻』（『黄金地蔵 後篇 血河復讐の巻』[8]） : 監督原顕義、製作片岡千恵蔵プロダクション、配給新興キネマ、1935年12月21日公開 - お六
- 『右門捕物帖 晴々五十三次 乱麻篇』 : 監督山本松男、製作嵐寛寿郎プロダクション、配給新興キネマ、サウンド版、1935年12月31日公開 - おきん
- 『太閤記 藤吉郎出世飛躍の巻』 : 監督渡辺新太郎、サウンド版、1936年1月5日公開 - 智子
- 『春色五人女』 : 監督石田民三、サウンド版、1936年1月10日公開 - 御台様
- 『右門捕物帖 晴々五十三次 裁決篇』 : 監督山本松男、製作嵐寛寿郎プロダクション、配給新興キネマ、サウンド版、1936年1月10日公開 - おきん
- 『子負ひ虫』 : 監督益田晴夫、製作嵐寛寿郎プロダクション、配給新興キネマ、1936年1月15日公開 - だるまの女お花
- 『若衆白柄組』 : 監督山内英三、サウンド版、1936年1月31日公開 - お喜和
- 『桃色武勇伝』（『桃色武勇傳』[8]） : 監督山内英三、サウンド版、1936年5月7日公開 - 滝沢百介、11分尺で現存（NFC所蔵[11]）

### 極東映画
すべて製作・配給は「極東映画」、すべてサイレント映画である。
- 『銭五曼蛇羅』（『錢五曼陀罫』[8]） : 監督後藤昌信（後藤秋声）、1936年5月14日公開 - 道中師雪江
- 『叫ぶ富士川』 : 監督山口哲平、1936年5月28日公開 - 主演
- 『怪談小夜衣草紙』 : 監督米沢正夫、1936年7月8日公開 - お小夜・お光（二役）
- 『有馬猫騒動』（『有馬の猫騒動』[8]） : 監督西藤八耕、1936年7月31日公開 - 愛妾木の実
- 『怪奇鬼面菩薩』 : 監督米沢正夫、1936年11月6日公開 - 主演
- 『妖術白縫蜘蛛』 : 監督米沢正夫、製作極東映画古市撮影所、1936年11月20日公開 - 白縫姫（主演）
- 『奇傑鬼鹿毛』 : 監督西藤八耕、1936年12月30日 - 鳥追のお竜[8]
- 『檜山大騒動』 : 監督小倉八郎、製作・配給極東キネマ、1937年6月17日公開 - 主演

### 今井映画製作所
すべて製作は「今井映画製作所」、配給は「東宝映画」、すべてトーキーである。
- 『高杉晋作』 : 監督下村健二、1937年7月1日公開
- 『平手造酒』 : 監督稲葉蛟児、1937年7月12日公開
- 『怪奇 江戸川乱山』（『江戸川乱山』[8][9]） : 監督下村健二、1937年8月25日公開 - 鼈甲お藤
- 『海の大将軍』 : 監督児井英男、1937年10月29日公開
- 『雲霧仁左衛門 前篇』 : 監督土肥正幹、1937年10月29日公開
- 『雲霧仁左衛門 後篇』 : 監督土肥正幹、1937年11月製作・公開
- 『女間諜』 : 監督広瀬五郎、1938年1月27日公開 - 主演
- 『里見八犬伝 前篇』 : 監督後藤昌信、1938年2月1日公開 - 主演
- 『里見八犬伝 後篇』 : 監督後藤昌信、1938年2月9日公開 - 主演
- 『俵星玄蕃』 : 監督児井英男、1938年4月21日公開 - 主演

### 戦後
- 『田之助紅』 : 監督野淵昶、製作大映京都撮影所、配給大映、1947年6月10日公開 - お伽[9][10]